# Скальная летяга
Скальная летяга (лат. Eupetaurus cinereus) — грызун семейства беличьих, один из трёх видов рода Eupetaurus («хороший летун», от др.-греч. εὐ- +πέτομαι, «хорошо летать»). Видовое лат. cinereus означает «пепельно-серый».
На сегодняшний день задокументировано около десяти образцов. Встречается в северной части Гималаев, северном Пакистане и Тибете. Обитает в лесных скалистых районах на высотах от 2400 до 3800 м над уровнем моря. Ведёт ночной образ жизни.
Длина тела изученных особей от 51 до 61 см, длина хвоста от 38 до 48 см. Между передними и задними лапами эластичная кожаная перепонка покрыта мехом. Хвост пушистый, тело покрыто густым мехом. Окраска спины синевато-серого цвета, брюшной части бледно-серого. Мех на горле и ушах кремово-белого, на стопах чёрного цвета. Мех на хвосте длиной около 7,6 см. Когти тупые, приспособленные для жизни в горной местности.
Основу рациона составляют почки и шишки деревьев. Зимой углубляется в леса, где питается в основном мхами и лишайниками. О репродуктивных особенности практически ничего не известно. За сезон предположительно может приносить два помёта.
Вид обитает в чрезвычайно суровых условиях, на ограниченной территории. Судя по всему, вид всегда был очень редкий. Требуются дальнейшие исследования адаптивных и репродуктивных особенностей. Вид находится под угрозой исчезновения. За последние 10 лет ареал вида сократился вдвое из-за вырубки лесов. Общая численность популяции составляет от 1000 до 3000 особей. В ближайшие 5 лет прогнозируется сокращение популяции ещё на пятую часть, так как не прекращаются неконтролируемые вырубки лесов в этом регионе.